# Język sobei
Język sobei – język austronezyjski używany w prowincji Papua w Indonezji (dystrykt Sarmi, kabupaten Sarmi, rejon północnego wybrzeża). Według danych z 2000 roku posługuje się nim 1000 osób. Inne szacunki (2002) sugerują, że ma 2 tys. użytkowników.
Jego użytkownicy zamieszkują trzy wsie: Bagaiserwar, Sarmi, Sawar. Według doniesień jest bliski językowi liki.
Podstawowy szyk zdania to SVO, ale zaobserwowano również użycie OSV. W sobei występuje piątkowy (kwinarny) system liczbowy, przy czym liczby powyżej dziesięciu są przeważnie wyrażane w języku indonezyjskim.
Informacje z 2000 r. sugerują, że jest zagrożony wymarciem. Odnotowano, że zaczął być wypierany przez malajski papuaski, który jest wykorzystywany do komunikacji ponadregionalnej. Coraz częściej zdarzają się małżeństwa mieszane. W użyciu jest również język indonezyjski.
Jego dokumentacja obejmuje listy słownictwa oraz opisy aspektów gramatyki. Jest zapisywany alfabetem łacińskim.